# Daphnia magna
Daphnia magna är en kräftdjursart som beskrevs av Hercule Eugène Straus 1820. Daphnia magna ingår i släktet Daphnia och familjen Daphniidae. Arten är reproducerande i Sverige. Inga underarter finns listade i Catalogue of Life.

## Bildgalleri

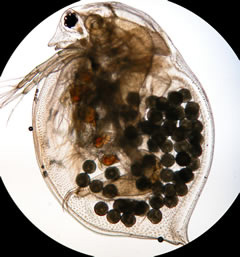

- Video i slowmotion av simmande exemplar.